# (10076) 1989 PK
1989 بي كي (ويعرف أيضًا باسم (10076) 1989 بي كي وفق تسمية الكوكب الصغير) (بالإنجليزية: 1989 PK)‏ هو كويكب ضمن حزام الكويكبات؛ وترتيبه 10076 من حيث الاكتشاف.
اكتُشف هذا الجُرم الفلكي بواسطة اليانور إف. هيلين في 9 أغسطس 1989.

## وصلات خارجية
- (10076) 1989 PK في قاعدة بيانات مختبر الدفع النفاث لأجرام النظام الشمسي الصغيرة

- الاكتشاف · مخطط المدار ·  العناصر المدارية · المعلمات المادية

- (10076) 1989 PK على موقع ويكي سكاي: DSS2, SDSS, GALEX, IRAS, Hydrogen α, X-Ray, Astrophoto, Sky Map, Articles and images